# Вест-Маунтен (Юта)
Вест-Маунтен (англ. West Mountain) — переписна місцевість (CDP) в США, в окрузі Юта штату Юта. Населення — 1250 осіб (2020).

## Географія
Вест-Маунтен розташований за координатами 40°3′38″ пн. ш. 111°47′0″ зх. д. / 40.06056° пн. ш. 111.78333° зх. д. (40.060514, -111.783365).  За даними Бюро перепису населення США в 2010 році переписна місцевість мала площу 27,71 км², з яких 27,69 км² — суходіл та 0,02 км² — водойми. В 2017 році площа становила 24,71 км², з яких 24,69 км² — суходіл та 0,02 км² — водойми.

## Демографія
Згідно з переписом 2010 року, у переписній місцевості мешкало 1186 осіб у 297 домогосподарствах у складі 269 родин. Густота населення становила 43 особи/км².  Було 312 помешкання (11/км²).
Расовий склад населення:
| - 92,9 % — білих - 0,8 % — корінних американців - 0,3 % — азіатів - 0,2 % — чорних або афроамериканців - 4,8 % — осіб інших рас |

До двох чи більше рас належало 0,9 %. Частка іспаномовних становила 6,4 % від усіх жителів.
За віковим діапазоном населення розподілялося таким чином: 38,8 % — особи молодші 18 років, 53,5 % — особи у віці 18—64 років, 7,7 % — особи у віці 65 років та старші. Медіана віку мешканця становила 27,0 року. На 100 осіб жіночої статі у переписній місцевості припадало 110,7 чоловіків;  на 100 жінок у віці від 18 років та старших — 111,7 чоловіків також старших 18 років.
Середній дохід на одне домашнє господарство  становив 85 811 долар США (медіана — 89 750), а середній дохід на одну сім'ю — 90 465 доларів (медіана — 100 096). За межею бідності перебувало 17,8 % осіб, у тому числі 27,1 % дітей у віці до 18 років та 8,5 % осіб у віці 65 років та старших.
Цивільне працевлаштоване населення становило 402 особи. Основні галузі зайнятості: освіта, охорона здоров'я та соціальна допомога — 27,1 %, роздрібна торгівля — 18,4 %, науковці, спеціалісти, менеджери — 18,4 %.